# Stadion Ivanjica
Stadion Ivanjica je višenamjenski stadion u istoimenom gradu. Najčešće se koristi za nogometne susrete te je domaće igralište Javoru Ivanjici, nogometnom klubu iz Ivanjice. Kapacitet stadiona je 4000 gledatelja.